# 查爾斯·拉德布恩
查爾斯·加德納·拉德布恩（英語：Charles Gardner Radbourn，1854年12月11日—1897年2月5日），綽號「Old Hoss」，為美國職棒大聯盟的投手。生涯曾效力過水牛城野牛、普維敦斯灰、波士頓食豆人、波士頓紅人與辛辛那提紅人等隊。
拉德布恩先在野牛打了一年，之後來到普維敦斯灰，並在1884年投出空前絕後的單季60勝。同年他還獲得投手三冠王。後來球隊獲得聯盟冠軍，並在冠軍賽3連勝擊敗美國協會的紐約大都會人。
1885年，普維敦斯灰解散。拉德布恩又回到國聯，之後他在1891年球季結束後退休。1939年，他成功入選美國棒球名人堂。

## 職業生涯

### 生涯早期
1880年，拉德布恩加入國聯的水牛城野牛。他雖然內外野都能守備，但他僅出賽6場比賽，打擊率為1成43。而他從未以投手身分登板，不過他一直練習，導致他肩膀使用過度而痠痛，結果被球隊釋出。在肩膀傷勢康復後，拉德布恩在表演賽與普維敦斯灰對決，而他的表現讓人印象深刻，因此普維敦斯灰決定將這名前途無量的投手簽下來。

### 普維敦斯灰
1881年，拉德布恩和另一名名人堂投手約翰·蒙哥馬利·瓦德成為球隊的先發主力。第一年他拿下25勝11敗，隔年成為球隊一號投手。1882年，他拿下33勝19敗，防禦率2.11，並以201次三振成為國聯三振王。1883年，拉德布恩投了632.1局，拿下48勝25敗，防禦率2.05為國聯最佳，投出315次三振為國聯第二。
1883年，普維敦斯灰沒能拿下國聯冠軍。於是球隊在隔年聘請新任總教練，並要求總教練若沒能帶隊奪冠便將球隊解散。

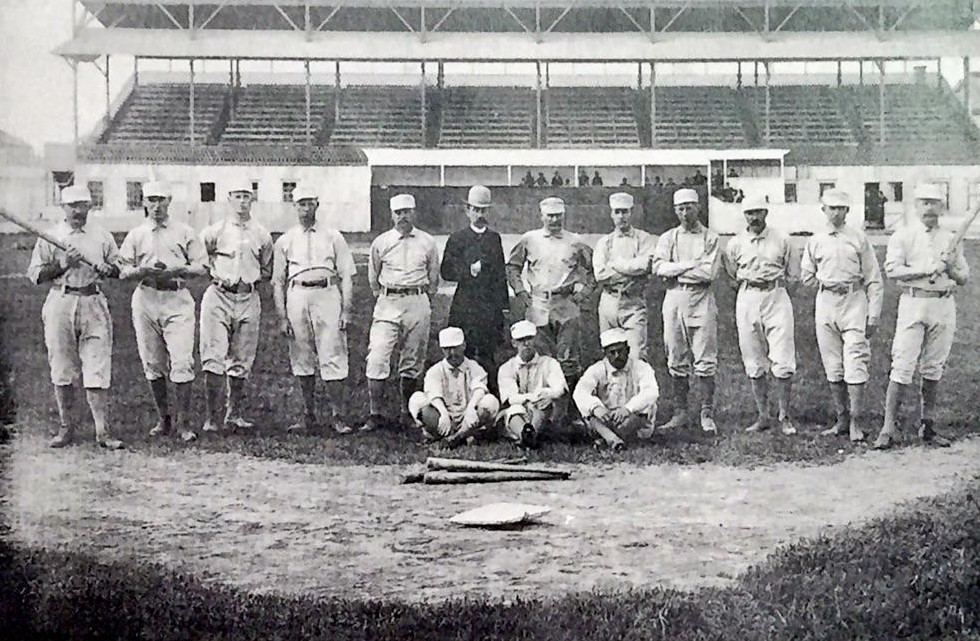
1884年的普維敦斯灰，圖中最左邊為拉德布恩。

1884年，他和Charlie Sweeney成為球隊的前2號先發。一開始拉德布恩因為受傷表現不佳，球隊幾乎是靠Sweeeney一人撐起戰績。不過在7月22日，Sweeney卻在先發前一晚喝醉。雖然他在比賽中還是繳出不錯的表現，不過他卻不滿總教練在比賽中途更換投手。最後吵鬧的Sweeney被主審驅逐出場，導致球隊只剩8人應戰，最後甚至被逆轉吞敗。
在這起事件爆發後，球隊將Sweeney開除。拉德布恩便成為球隊唯一的希望，剩餘球季幾乎都是由他先發。據說當時他還投到手無法輕易的拿梳子梳頭髮。
整季拉德布恩投了678.2局，73場完投，並拿下60勝12敗，防禦率1.38，投出441次三振。60勝不僅是大聯盟無法超越的紀錄，他還拿下投手三冠王。球隊也靠他一人拿下國聯冠軍，並和美國協會的紐約大都會人進行冠軍賽。而拉德布恩連續3場完投，一樣靠一己之力助球隊3連勝橫掃奪冠。當時拉德布恩投了27局，只掉了3分非自責分。
1885年，拉德布恩投了445.2局，拿下28勝21。雖然成績不錯，但比起前兩年其實衰退不少。後來普維敦斯灰在球季結束後解散，而拉德布恩也轉戰國聯。

### 生涯後期
拉德布恩隨後加入波士頓食豆人，並在食豆人4年期間拿下78勝。1890年，他加入球員聯盟的波士頓紅人。1891年，因為球員聯盟解散，因此拉德布恩加入辛辛那提紅人。他在退休前成功拿下大聯盟生涯300勝，總計他拿下310勝194敗。

## 生涯投球數據
| 勝投 | 敗投 | 防禦率 | 出賽場次 | 先發 | 完投 | 完封 | 投球局數 | 安打 | 失分 | 自責分 | 全壘打 | 保送 | 三振 | 暴投 | 觸身球 |
| ---- | ---- | ------ | -------- | ---- | ---- | ---- | -------- | ---- | ---- | ------ | ------ | ---- | ---- | ---- | ------ |
| 310  | 194  | 2.68   | 527      | 502  | 488  | 35   | 4527.1   | 4328 | 2273 | 1347   | 118    | 875  | 1830 | 214  | 54     |

## 晚年

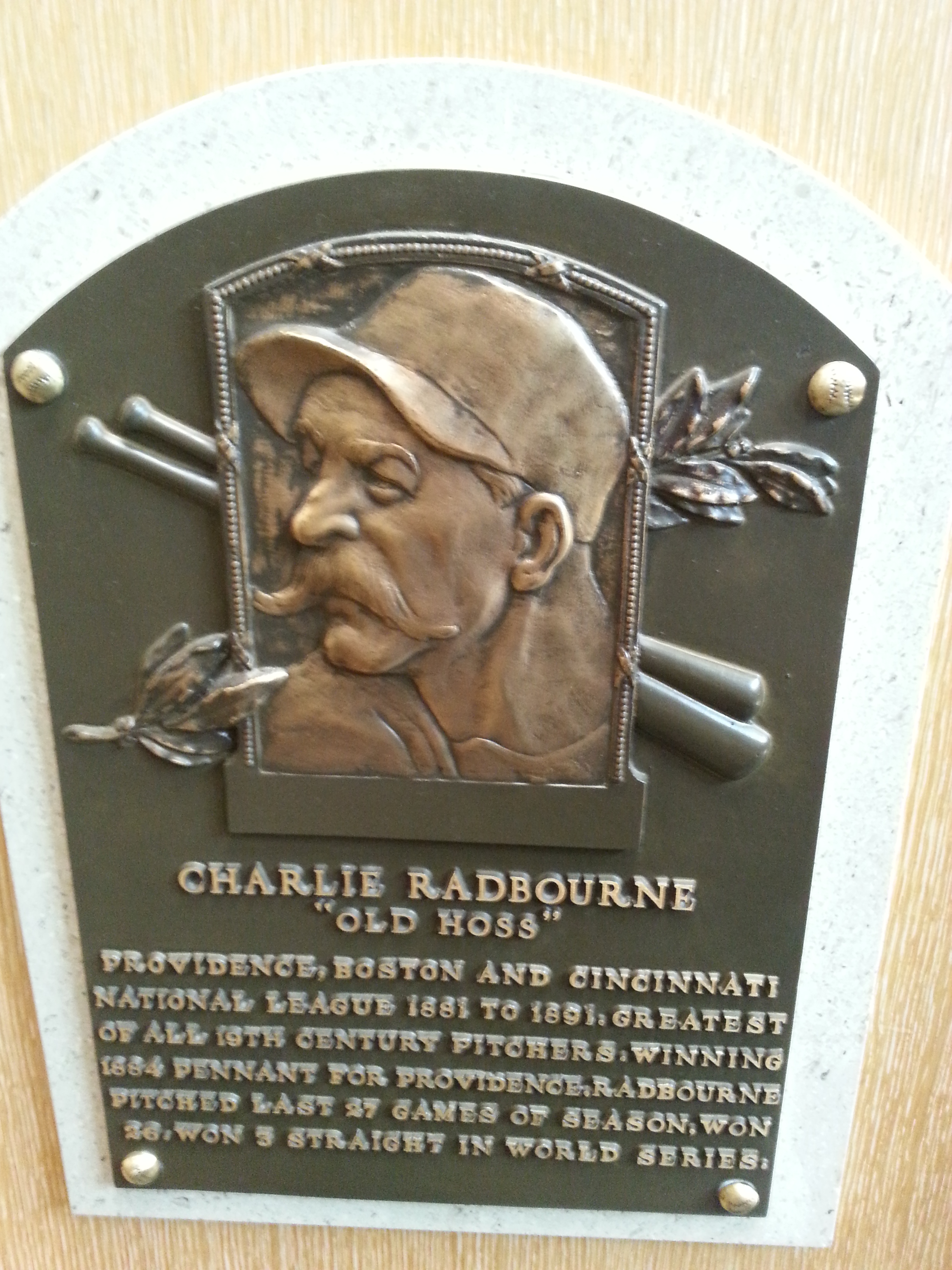
拉德布恩的名人堂匾額

退休後，拉德布恩經營撞球館，而且業績蒸蒸日上。然而，他卻在一次打獵中不慎弄傷眼睛，導致他一眼全盲。後來的拉德布恩變得鬱鬱寡歡，最終在1897年去世，享年42歲。
1939年，拉德布恩入選名人堂。1941年，大聯盟將他的匾額放置在他的墓石前面。棒球數據專家Bill James在評選大聯盟史上最偉大的投手排名時，將拉德布恩排在第45名。
另外，據傳拉德布恩在職業生涯曾常常抽筋，因此腿部痙攣(charley horse)一詞被認為是由此而來。而拉德布恩也是大聯盟首位被拍到在比賽中使用中指投球的選手。

## 外部連結
- 球員資訊和成績在MLB，ESPN，Baseball-Reference，Fangraphs（英文）
- 查爾斯·拉德布恩在台灣棒球維基館上的頁面（繁體中文）

| 前任： Larry Corcoran | 投出無安打比賽的投手 1883年7月25日 | 繼任： 休·戴力   |
| 前任： Tommy Bond     | 國家聯盟 投手三冠王 1884年         | 繼任： 提姆·基弗 |